# 참의부
대한민국 임시정부 육군주만참의부(大韓民國臨時政府陸軍駐滿參議府)는 일제강점기 1924년 6월부터 1929년 10월까지 활동한 무장독립운동단체이다. 육군주만참의부(陸軍駐滿參議府)라고도 하며, 흔히 참의부(參議府)로 지칭된다. 압록강 대안지역을 주요 거점으로 하여 국내진공작전을 활발하게 펼쳤던 만큼 한편으로는 일제 군경의 공격 대상으로 피해가 컸다.

## 결성
남만주 지역 무장 독립운동 단체의 통합 기관으로 출범한 대한통의부에 내분이 일어났는데, 통의부와 의군부 간의 대립 속에서도 중립을 지키며 독립전쟁을 수행하고 있던 통의부 의용군의 1, 2, 3, 5중대는 양부의 대립이 점차 격화되자 임시정부 직할부대 창설의 필요성이 제기되면서, 만주에 있는 모든 항일독립군사단체들도 대한민국 임시정부 산하에 들어가는 것이 바람직하다고 판단하였고, 만주지역 독립운동가들이 상하이로 파견되어 임시정부와 교섭을 벌였다. 임시정부는 이들의 제안을 수락하여 광복군사령부의 전통을 계승한 군 조직을 승인했다. 이에 따라 임정으로부터 김승학과 이유필이 파견되어 1924년 6월 26일 대한민국 임시정부 군무부 직속 무장항일단체로서 관전현(寬甸縣) 대우구(大牛溝)를 본부로 육군주만참의부가 결성되었다.

## 세력과 관할
참의부는 관전현(寬甸縣), 집안현(輯安縣), 환인현(桓仁縣), 통화현(通化縣) 등 4개 지역을 관할하였다.

## 조직
- 1기 (창설 당시, 1924년 6월 26일, 본부 : 관전현(寬甸縣) 대우구(大牛溝))

참의장 겸 제1중대장에 백광운, 제2~5중대장 최석순, 최지풍, 김창빈, 김창천.김창대(金昌大)이 임명되었고, 독립소대장 허운기, 훈련대장 박응백, 중앙의회의장 백시관, 민사부장 김소하로 구성되었다. 조직은 군사 기능이 중시되었으나 민사부도 설치하여 13개 지방행정구로 나누고 군자금 모집 기능을 수행했다. 지린성 지안시를 중심으로 하는 압록강 연안이 주요 무대였다.
- 2기 (백광운 피살 이후, 1924년 겨울, 본부 : 집안현(輯安縣) 고마령(古馬嶺))

참의장 겸 제2중대장에 최석순, 제1중대장 김선풍(金旋風), 제3~5중대장에 박응백, 김창빈, 김창천, 독립소대장에 김우근, 훈련부장 박응백, 민사부장 김소하로 재편되었다.
- 3기 (미쓰야 협정 이후, 1925년 6월)

윤세용이 참의장에 임명되고, 조직도 대폭 개편되었다.
윤세용이 의장으로 추대되면서부터 근거지 건설이 본격적으로 진행되었다. 그리고 또 참의부 창립초기의 단순한 군사기구 형태로 부터 중앙지도 기구를 확대하여 행정.경무.교통.사법.학무.군법등 행정부서들을 설치하였다. 그리하여 참의부는 자치정부의 성격을 가진 기구로 전환 하였다.
참의장: 윤세용[尹世茸.尹成佐] 경남 밀양 
제1중대장: 김창천[金昌天.金昌岡]
제2중대장: 김용택[金龍澤]
제3중대장: 김창빈[金昌彬]
제4중대장: 김상옥[金尙沃]
제5중대장: 김경호[金慶浩.金劍波]
중앙행정위원: 이관진[李寬鎭] 군법위원: 박응백[朴應伯] 군사위원: 채군선[蔡君仙] 학무위원: 김백찬[金佰贊] 훈련위원: 김선봉[金旋鳳.金虎林] 헌병위원: 심용준[沈龍俊.沈鶴山]
- 4기 (1927년 윤세용 사임 후, 1927년 3월, 본부：환인현(桓仁縣) 이책전자(二柵甸子))

1927년 6월1일부터 참의장: 김희산(김승학)
민사위원: 이광명/ 군사위원(군사부장): 최동경(崔東京.崔世雄)/ 외교위원: 장기초 / 교육위원: 박희곤 /법무위원: 맹성록/ 교통위원: 최천주(崔天柱)/ 선전위원: 박대호(朴大浩.韓世振)/ 교 관: 김 강/ 중앙에는 박종수.배학서.이기술.김병작.양기하.백사관등이 상임위원 이였고 지방에는 지방공서와 구위원이 있었다. (秘문서 중국 당안관자료)
제1~7행정구위원장에 김영전(金永甸), 박종수(朴宗秀), 양기하(梁基瑕)(겸임), 배학서(裵學瑞), 김선풍(金璇風), 이기술(李己述), 최지풍(崔志豊)으로 하고, 각 구에 행정위원 3인을 두었다.
제1~5중대장에 김소하, 박희곤(朴熙坤), 양봉제(梁鳳濟), 최천주(崔天柱), 박대호(朴大豪), 중앙호위대장에 차천리(車千里)로 하였다
- 1927년에 마덕창은 참의부로 이동한 그는 참의부의 군사학교에서 군사를 양성하는 직임을 맡았다. 그는 일본에서 가져온 병서로 독립군을 교육시키고 일본군, 중국군에서 겪은 경험을 토대로 군사들을 훈련시켰다.

- 1928년 2월 참의부 군사위원장으로 선임되어 수 백 명의 군사들을 지휘했다. 이종혁은 1928년 9월 체포되었다. 일제는 참의부 군사위원장이었던 그가 일본육군 중위 출신이며, 시베리아 출병으로 훈공까지 받은 적이 있다는 사실에 매우 놀랐다고 전해진다. 그는 5년 형을 선고받았으며 1934년 출옥했다. 출옥한 바로 다음 해 복역 중에 앓게 된 늑막염으로 인해 평안북도 선천에서 순국했다.

1928년 2월 주만참의부(본부：환인현(桓仁縣) 이책전자(二柵甸子))
참의장 김승학, 군사：마덕창, 외교：김소하, 조직：김강(金剛), 선전：박대호(朴大浩), 재무：김진(金眞)(本名 金永鎭), 민사：이광명(李光明), 교통：최천주, 법무：맹성록(孟性錄, 후임 목포(木浦)), 비서장：김선풍, 중앙의회 의장：양하산(梁荷(瑕)山), 상의회원：계추강(桂秋剛), 김윤석(金允錫), 백시관, 박종수(朴鍾秀), 배학세(裵學世)
제1~5중대장：김광명(金光明, 병원 50, 환인현 횡도천(橫道川)), 김현(金顯, 병원 50, 집안현 임전자(荏甸子)), 한세진(韓世振,최동경[崔東京]최현구[崔鉉九(奎) 병원 30, 통화현 강산이도구(崗山二道溝)), 김상옥(金尙玉, 병원 20, 집안현 고마령(古馬嶺)), 박대호(朴大浩, 병원 30, 집안현 유수임자대상(楡樹林子臺上)), 중앙호위대장：차천리(병원 20, 주둔지 환인현 이책전자(二柵甸子))

## 군사 활동
참의부는 1924년 6월 26일 성립된 후 1929년 국민부(國民府)로 통합될 때까지 5년 동안 500명 이상의 병력을 계속 유지하면서 만주와 국내에서 일제의 중요한 기관을 파괴하였고, 일제의 군경 및 밀정과 부일배(附日輩)들을 살해하였으며, 군자금을 모집하고 재만교민과 국내 동포들에게 독립사상을 고취하였다.
참의부는 5개 중대와 1개 독립소대로 편성되었는데, 병력은 초기부터 500명 이상이었고, 1928년 7월까지도 600명 이상의 병력을 유지하였으며, 전 병력의 5분의 1 이상이 모젤권총과 소총으로 무장하고 있었다. 관할지역 안에 병역의무제(兵役義務制)를 실시하여 병력의 보충을 기하는 한편 재향군인단(在鄕軍人團)이 있어 농촌 청년에게 군사훈련을 실시하였다. 중국 운남강무당(雲南講武堂)과 황포군관학교(黃浦軍官學校) 및 모스크바 국제사관학교(國際士官學校) 출신의 한인 청년장교가 와서 군사 훈련을 실시하여 전투력을 증가시켰다.
참의부는 임시정부 직할의 군정부로서 관전현(寬甸縣)에 자리잡고 있어서 국경지대의 지리상의 이점을 이용하여 계속적으로 국내에 진입하여 무력항쟁을 감행하였을 뿐 아니라 남만에서도 적과 꾸준히 대항하면서 일제를 끊임없이 괴롭혀 실제로 만주에 일본 정규군 몇 개 사단의 발을 묶어놓았다. 1924년 참의부의 항일투쟁은 매우 활발하였고, 이 무렵 독립군 활동의 3분의 2 이상이 참의부 독립군에 의한 것이라 할 만큼 두드러진 전과를 올렸다.
- 1924년 6월 참의부가 성립되기 전(前), 군사 조직(가칭: 육군군사의회)을 만들고 임시정부로부터 정식 인준을 기다리는 중, 제3중대장 최지풍은 소속 소대장들에게 국내진입작전을 전개할 것을 명령하였다. 이에 소대장 김용택은 전 소대원을 3개대로 나누어 그 가운데 2개대는 희천(熙川)군 북면(北面)의 문창경찰관주재소를, 나머지 1개대로는 면사무소를 향하여 오후 8시에 돌격을 개시하였다. 이 때 저항하는 일경을 사살하고 주재소를 점령하고 면사무소를 소각하였으며, 적의 5연발 권총 2정, 엽총 1정, 군도 8개와 수백 발의 탄약을 노획하였다. 이 전투로 민가가 소실되고 민간인이 유탄에 맞아 부상을 당했지만 주민들에게는 긍지와 용기를 주었으며 젊은 청년들은 즉석에서 독립군에 자원 입대하는 자도 많았다.

- 1중대 이화주 참사는 대원 7명을 인솔하고 평북 강계 지방에서 활동하던 중 문흥(文興) 경찰 소속 왜경들에게 포위되었으나 용감히 싸워 간신히 적의 포위망을 뚫고 귀대 도중 문옥(文玉)면에 이르렀을 때 다시 왜경 척후대를 만나 이를 모두 섬멸하였다.

- 1중대 분대장 김종호는 분대원 6명을 인솔하고 국내진입작전 중 강계군 고산(高山) 면에서 일경 수색대와 조우하게 되자 이를 격퇴시킨 후 인근 주민들에게 독립사상을 고취하였다. 이 때 왜경 10여 명이 재차 공격해오자 이에 응전하여 격퇴하였다. 김종호 분대장은 소수의 병력으로 활동하는 것이 위험부담이 적다고 판단하고 김상옥 이하 4명의 대원을 본부로 귀대시키고 이종방, 주상일 2명의 대원만을 인솔하여 춘산(春山)리로 갔다. 그곳에서 주민들에게 독립사상을 고취시켰는데 이곳에 있던 밀정의 밀고로 김종호 등이 적에게 포위를 당하여 치열한 전투끝에 부상을 입고 본대로 귀대는 하였으나 모두 사망하였다.

- 참의부의 군사활동 가운데 가장 두드러진 것은 이른바 조선총독 사이토 마코토(齋實藤)를 총살하고자 압록강변에서 사이토의 승용선(乘用船)을 공격한 것을 들 수 있다. 1924년 5월 19일 평북 위원(渭原)군 마시탄(馬嘶灘) 강변에서 소위 국경 순시를 한다고 오전 9시쯤 전 숙박지인 문흥(文興)을 출발해 벽동(碧潼)으로 향하던 총독 일행의 경비선이 모습을 드러낸 것은 오후 12시30분 쯤이었다. 유히마루(雄飛丸)와 아스카마루(飛鳥丸) 두 척이었는데, 유히마루가 사정권에 들어오자 참의부 제2중대 제1소대는 소대장 장창헌(張昌憲)의 사격 지시를 신호로 13명의 독립군이 일제히 사격을 가했다. 갑자기 총탄이 쏟아지자 사이토는 물론 평북경찰부의 모리니시(森西竹次郞) 경부와 오가타(岡田忠) 순사부장이 이끄는 경비경찰도 크게 당황했다. 대응 사격에 나섰지만 총탄이 날아오는 방향으로 마구 쏘는 방향 잃은 응사일 뿐이었다. 두 척의 배는 달아나기 시작했고 참의부원들은 계속 사격을 가했다. 참위 한웅권(韓雄權)과 오장 이춘화(李春化), 일등병 김창균(金昌均), 현성회(玄成熙), 이명근(李明根), 김여하(金呂河), 전창식(田昌植) 등 8인으로 조직된 1대는 사이토 일행에게 집중사격을 가하였는데, 사이토 일행의 경비선이 전속력으로 도주하였다.[1]

- 6월 7일에는 김병현, 김광추, 박희광이 보민회 회원인 친일파 최정규(崔晶奎) 일가족을 사살하였다. 같은 날 봉천성 일본총영사관(總領事館)을 습격, 폭탄을 투척하였으나 불발로 실패했으며, 요정인 금정관(金井館)에 침입, 3백엔(약 4천만원)의 거금을 군자금으로 탈취하였다.

참의장은 제1중대장 백광운이 맡았다가 1924년 겨울에 통의부 유격대 문학빈(文學彬) 관하 백병준·백세우(별명 邊萬里 ; 통의부소대장) 등에게 피살당하여 최석순이 뒤를 이었다. 최석순이 전사한 후에는 윤세용이, 윤세용이 사임한 후에는 김승학이 참의장을 맡았다.
- 1925년 3월 16일 집안현 고마령 산곡에서 참의부 간부들이 국내에 진입하기 위한 작전회의를 열고 있었다. 이 정보가 일경에 탐지되어 초산(楚山) 경찰서 연담(蓮潭)주재소의 수석경부보(警部補) 미즈노 이에사부로(水野宅三郞)의 지휘 하에 한국인 순사부장 고피득(高彼得)이라는 자를 앞세워 65명의 일경과 초산주둔수비대 120명을 합하여 6개 분대로 나누어서 3월 15일 밤에 출동하였고, 16일 새벽 압록강(鴨綠江)에서 60리나 떨어진 고마령을 급습하였다. 불의의 기습 공격을 받은 참의부 간부들은 전원이 일경의 포위망 속에 4시간 동안 결사적인 혈전을 벌였으나 참의장 최석순 이하 29명이 전사하고 3명만이 겨우 시체 더미 가운데서 회생하였으며, 고문 홍주(洪疇)는 각종 서류와 무기 등을 불사르다가 체포되었다. 고마령전투로 참의부는 치명적인 타격을 입었고, 이는 독립군 사상 만주에서의 최대의 참변이었다.

참의부는 3부 가운데 가장 활발한 항일전을 전개하였다. 만주 안에서의 활동도 적지 않았지만 한만국경지대에 가깝게 위치하여 국내진격작전에서 가장 괄목한 활동을 전개하였는데, 주로 평안도 지방을 대상으로 작전을 전개하였다. 국경 방면에서 전개된 독립군의 전투 가운데 3분의 2 이상은 참의부에 의하여 수행되었고, 그만큼 일본군의 공격도 심하게 받아 많은 희생이 있었다.

## 해체
1928년 정의부, 신민부와의 3부 통합운동으로 혁신의회가 구성되었을 때 참의장 김승학이 여기에 참여하면서 해체를 선언했다. 이듬해 3부 통합이 성사되어 국민부가 결성되었고, 심용준 계열이 빠져나가 김소하 계열만 남아 있었다. 그러나 김소하마저 1929년 일본 군경에 체포되자 참의부는 해체되었다.

## 같이 보기
- 대한민국임시정부(1919.4.11)
- 통의부(1922.8)
- 의군부(1923.2)
- 정의부(1924.11)
- 신민부(1925.3)
- (통합) 혁신의회(1928.12) → 한국독립당(1930.7), 한국독립군(1930.7)
- (통합) 국민부(1929.4), 조선혁명군(1929.5), 조선혁명당(1929.9)
- 고마령전투(1925.3)
- 군정부

## 참고자료
- 한민족독립운동사, '국사편찬위원회 한국사데이터베이스'
- “육군주만참의부(陸軍駐滿參議府)”. 한국학중앙연구원. 2008년 4월 28일에 확인함.
- {{웹 인용  /  [참의부 비밀문서 중국당안관자료 독립기념관 소장] 인용과 [요령성조선민족 혁명투쟁사]김양 저 요령민족출판사 2015 / 일제강점기 동아일보뉴스기사 인용

|url=http://news.chosun.com/site/data/html_dir/2007/08/14/2007081401117.html
|저자=이덕일
|제목=[이덕일 사랑] 참의부(參議府)
|출판사=조선일보
|날짜=2007-08-14
|확인날짜=2008-04-28
|archive-date=2016-03-05
|archive-url=https://web.archive.org/web/20160305074740/http://news.chosun.com/site/data/html_dir/2007/08/14/2007081401117.html
|url-status=dead
}}